# Харари (народ)
Харари — народ, проживающий на территории Эфиопии. По примерным оценкам численность народа насчитывает около 40000 человек. Харари в большинстве своём мусульмане-сунниты. Близок этносу аргобба.

## Язык
В среде харари распространены несколько языков: харари, арабский, амхарский. Основной, однако, харари, принадлежащий к семитской группе афразийской семьи. Харари — южный эфиопский язык, на котором говорят только в городе Харэр. Лексика, в основном, заимствована из арабского, амхарского и кушитского языков. Известный семитолог Вольф Леслау во время своего путешествия в Эфиопию в 1946—1947 годах исследовал эфиопские языки и пришёл к выводу, что язык харари очень схож с амхарским. Заимствование слов произошло, вероятно, в ходе торговли купцов народа харари с купцами других народов.

## Образ жизни
Считается, что практически все харари — городские жители, не проживающие в сельской местности. Основные населённые пункты, в которых проживают харари: Харэр, Аддис-Абеба, Дыре-Дауа и другие. Так что основным занятием являются торговля, ремесленничество. Женщины народа харари занимаются плетением чаш, мисок, сосудов, используя традиционные формы и сложные узоры. Плетенная посуда всегда присутствует как на важных церемониях, так и в повседневной жизни.
Значителен слой интеллигенции и служащих различного рода.

## Брак и отношения полов
Существует три формы брака:: церковный, гражданский и традиционный. Церковный считается наиболее прочным. Связь между женатыми не прерывается со смертью одного из них, повторно вступить в брак можно лишь получив от духовного лица специальное освобождение. Встречается весьма редко, из-за непрочности брака у всех эфиопов. Часто в эту форму переходит гражданский брак у тех, кто прожил достаточно со своей второй половиной и уверен в ней. Гражданский брак является самым распространённым, с заключением брачного договора для двух сторон, помолвкой, трёхдневным пиршеством. И «традиционный брак» — заключается на определённый период времени, с ежемесячной оплатой женщине. Для него не нужно одобрение церкви и он не налагает практически никаких обязательств.
В повседневной жизни на женщине лежит обязанность по ведению домашнего хозяйства. Однако надо сказать, что мужчина в этом обществе всегда стоит выше женщины, и даже если они оба лишь занимаются домашним хозяйством, на ней будет гораздо больше обязанностей и работы.